# Неправедни споразуми
Неправедни споразуми јесу назив који се користи у кинеској историографији за ословљавање низа договора склопљених између владара династије Ћинг и Западних сила, Русије и Јапана током средине 19. и почетком 20. века. Споразуми су садржавали једностране услове који су од Кине тражили уступање територија, плаћање одштете, давање повластица страним држављанима и др. Кинески историчари сматрају да су уговори били неповољни за кинеску државу као и да су јој наметани због економске и војне надмоћи страних сила.
Израз се први пут спомиње током порасти кинеског национализма и антиимперијализма током 1920-их, а редовно су га користиле и присталице Куоминтанга и Комунистичке партије.
Овај појам се такође користи у Јапану и Кореји како би се описали споразуми сличне природе између ових држава и Западних земаља.

## Кина
У Кини је термин „неправедни споразум” први пут ушао у употребу током раних 1920-их. Донг Ванг, професор савремене и модерне кинеске историје на Гордон колеџу у Масачусетсу, Сједињене Државе, приметио је да „иако је та фраза дуго била у широкој употреби, ипак јој недостаје јасно и недвосмислено значење“ и да „не постоји сагласност о стварном броју уговора потписаних између Кине и страних земаља који би требало да се рачунају као 'неравноправни'.“
Историчар Имануел Шу наводи да су Кинези сматрали да су уговори које су потписали са западним силама и Русијом неравноправни „зато што о њима нису преговарале нације које се међусобно третирају као једнаке, већ су наметнути Кини након рата и зато што су задирали у суверена права Кине ... што ју је свело на полуколонијални статус“.
Као одговор, историчарка Елизабет Кобс наводи у књизи American Umpire свој аргумент да се „демократски капитализам“ никада није манифестовао у империјализму: „Иронично, међутим, споразуми су такође делом били резултат првобитног оклевања Кине да размотри било какве споразуме, пошто је преовладавало гледиште на све друге нације као инфериорне. Она није желела да буде једнака."
У многим случајевима, Кина је била принуђена да плати велике износе финансијских репарација, отвори луке за трговину, уступи или закупи територије (као што су спољна Манџурија и спољна северозападна Кина (укључујући Семиречје) Руском царству, Хонгконг и Вејхајвеј Уједињеном Краљевству, Гуангџоуван Француској, Квантанг закупљену територију и Тајван Јапанској империји, уступак залива Ђаоџоу Немачкој империји и концесиона територија у Тјенцину, Шамјену, Ханкоу, Шангају итд), и да чине разне друге уступке суверенитета страним земљама сфере утицаја, након војних претњи.
Најранији уговор који је касније помињан као „неједнак“ била је Конвенција о Чуенпијским преговорима из 1841. током Првог опијумског рата. Први уговор између Кине и Уједињеног Краљевства назван „неједнаким“ био је Уговор из Нанђинга 1842. године.
Након пораза Ћинг Кине, споразуми са Британијом су отворили пет лука за спољну трговину, а истовремено су омогућили страним мисионарима, барем у теорији, да бораве у Кини. Страним становницима у лучким градовима суђења су омогућили њихови конзуларни органи, а не кинески правни систем, концепт који се назива екстратериторијалност. Према уговорима, Велика Британија и САД су основале Британски Врховни суд за Кину и Јапан и Суд Сједињених Држава за Кину у Шангају.

### Кинеско огорчење
После Првог светског рата, патриотска свест у Кини се фокусирала на уговоре, који су сада постали широко познати као „неправедни споразуми”. Националистичка партија и Комунистичка партија су се надметале да убеде јавност да ће њихов приступ бити ефикаснији. Немачка је била принуђена да оконча своја права, Совјетски Савез их је предао, а САД су организовале Вашингтонску конференцију да преговарају о њима.
Након што је Чанг Кај Шек прогласио нову националну владу 1927. године, западне силе су брзо понудиле дипломатско признање, што је изазвало узнемиреност у Јапану. Нова влада је декларисала великим силама да је Кина деценијама експлоатисана под неправедним споразумима и да је време за такве уговоре прошло, захтевајући да поново преговарају о свима под равноправним условима.

### Пред крај неправедних споразума
Након Боксерске побуне и потписивања Англо-јапанског савеза 1902, Немачка је почела да преиспитује политички приступ према Кини. Немачка је 1907. предложила немачко-кинеско-амерички споразум који никада није остварен. Тако је Кина ушла у нову еру укидања неправедних споразума 14. марта 1917. када је прекинула дипломатске односе са Немачком. Кина је објавила рат Немачкој 17. августа 1917. године.
Ови акти су поништили неправедни споразум из 1861. године, што је резултирало поновним успостављањем кинеске контроле над концесијама Тјенђина и Ханкоа Кини. Кина је 1919. одбила да потпише Версајски мировни споразум. Дана 20. маја 1921. Кина је осигурала Немачко-кинески мировни споразум (Deutsch-chinesischer Vertrag zur Wiederherstellung des Friedenszustandes), који се сматра првим равноправним уговором између Кине и једне европске нације.

## Јапан и Кореја
Када је амерички комодор Метју К. Пери стигао у Јапан 1854. године, земља је потписала Конвенцију из Канагаве. Њен значај је био ограничен. Много важнији је био Харисов споразум из 1858. о којем је преговарао амерички изасланик Таунсенд Харис.
Први неправедни споразум Кореје није био са Западом, већ са Јапаном. Инцидент на острву Гангва 1875. године довео је до тога да је Јапан послао капетана Иноуе Јошика и ратни брод Унјо са имплицираном претњом војном акцијом да принуди корејско Краљевство Чосон. Ово је приморало Кореју да отвори своја врата Јапану потписивањем Јапанско-корејског споразума из 1876. године.
Неправедни споразуми су се завршавали у различито време за укључене земље. Победе Јапана у Првом кинеско-јапанском рату 1894–1895 увериле су многе на Западу да неправедни споразуми више не могу да се примењују на Јапан. Неправедни споразуми Кореје са европским државама постали су углавном ништавни 1910. године, када ју је припојио Јапан.